# اوستریش-وینکل
شهر اوستریش-وینکل (به آلمانی: Oestrich-Winkel) در ایالت هسن در کشور آلمان واقع شده‌است.